# Comtat d'Ofalia
El comtat d'Ofalia és un títol nobiliari espanyol que fou creat el 1776 pel rei Carles III d'Espanya en favor de Bernardo O'Connor y O'Phaly, general d'origen irlandès. El comtat canvià de família al llarg dels anys, dels O'Connor passà als O'Brien, i d'aquests als Salabert, marquesos de la Torrecilla. La darrera representant d'aquesta casa no tingué fills, i el títol passà als ducs de Medinaceli, que en finalitzar la línia dels Fernández de Córdoba passà als Medina.
|                                  | Titular                                                         | Període                          |
| Creació per Carles III d'Espanya | Creació per Carles III d'Espanya                                | Creació per Carles III d'Espanya |
| -------------------------------- | --------------------------------------------------------------- | -------------------------------- |
| I                                | Bernardo O'Connor y O'Phaly                                     | 1776-1780                        |
| II                               | Félix María de Salabert y O'Brien                               | 1780-1807                        |
| III                              | María Dolores de Salabert y Torres                              | 1807-1830                        |
| IV                               | María Dolores de Salabert y Pinedo                              | 1832-1846                        |
| V                                | Narciso de Salabert y Pinedo                                    | 1846-1878                        |
| VI                               | Casilda de Salabert y Arteaga                                   | 1878-1936                        |
| VII                              | Luis Jesús Fernández de Córdoba y Salabert                      | 1952-1956                        |
| VIII                             | Victoria Eugenia Fernández de Córdoba y Fernández de Henestrosa | 1958-1969                        |
| IX                               | Ana de Medina y Fernández de Córdoba                            | 1969-2012                        |
| X                                | Victoria von Hohenlohe-Langenburg y Schmidt-Polex               | Des de 2016                      |